# Barthélémy Thomas Strafforello
Barthélémy Thomas Strafforello est un homme politique français né le 12 avril 1764 à Marseille et mort le 13 avril 1845 à Marseille.

## Biographie
D'une famille d'origine génoise, Barthélémy Thomas Straforello est le fils de Léonard Strafforello, natif de Port-Maurice (Imperia) et établie comme négociant à Marseille, et de Thérèse Légier.
Il devient négociant, membre de la chambre de commerce de Marseille et juge au tribunal de commerce. Il est administrateur de l'Hôpital général des pauvres enfants abandonnés et orphelins (1788-1789), de l'Hôpital général de la Charité et du Bureau de bienfaisance de Marseille.
Il épouse en 1808 Pauline Samatan, fille de Basile Samatan et petite-fille de Jean Timon-David. Il est le grand-père du général René Strafforello et l'oncle d'Edmond Canaple.
Chef de bataillon de la garde nationale, il refuse de signer une adresse qui mettait la garde urbaine à la disposition de Bonaparte en 1815.
Le 4 novembre 1820, il est élu député des Bouches-du-Rhône. Constamment réélu jusqu'en 1829, il siège à la Chambre au sein de la majorité ministérielle et soutient de ses votes le gouvernement.

## Sources
- « Barthélémy Thomas Strafforello », dans Adolphe Robert et Gaston Cougny, Dictionnaire des parlementaires français, Edgar Bourloton, 1889-1891 [détail de l’édition]